# Base aérienne 148 Hussein Dey
La base aérienne 148 Hussein Dey était un site opérationnel de l'Armée de l'air, situé sur le territoire de la commune d'Hussein Dey, près de la ville d'Alger, en Algérie française.
Elle était active de 1909 à 1962. 